# Tvornica likera Dalbello
Tvornica likera Dalbello bila je prvi gospodarski subjekt u Splitu koji je proizvodio likere industrijski.

## Povijest
Tvornicu je 1849. u Splitu osnovao Antonio Dalbello. Osnovana je kao fabbrica confetture e spiriti. Većina dotadašnjih splitskih proizvođača rosolia i inih žestica bile su male manufakturne obiteljske radionice koje su prije spadale pod obrt nego pod industriju. Dalbellova je tvrtka prva industrijski proizvodila likere u Splitu odnosno bila je prva tvornica likera u Splitu. Glavni proizvod u asortimanu bio je rozolin-maraskin. Vlasnik ga je proizvodio po vlastitom receptu koji je sam koncipirao i usavršio. Postupak je primjenjivao baš u mjesecima branja ploda višnje i njezinog lišća, lipnju i srpnju. Višnje maraske je vlasnik radi osiguranja vlastite sirovine uzgajao blizu Splita pa je sirovinu brzo dopremao u tvornicu. Od branja do početka destilacije prošlo je tek sat vremena. Tako je kakvoćom prešao najveće višestruko nagrađivane proizvođače u carskoj pokrajini Dalmaciji, one u Zadru. Uspjeh je bio potpun i vrlo brzo je tvornica došla do godišnje proizvodnje od 40.000 boca likera. Tvornica se nalazila na splitskoj Rivi. Godine 1860. Dalbello je sklopio kupoprodajni ugovor s Petrom degli Alberti koji mu je prodao veliku zgradu na Rivi. Tu on ustrojava dio svojih proizvodnih prostora s odgovarajućim postrojenjima za destileriju dok mu je velika prodavaonica smještena u prednjem dijelu zgrade (današnje prodavaonice cigareta i tiska, turističkog ureda). Njegova tvornica likera, dakle, postojala je još prije poznate Morpurgove (osnovana 1870.) te tvornice Ivana Škarice, osnovane 1873. godine. Dalbellova tvornica prestala je djelovati do Drugoga svjetskog rata.

## Nagrade i priznanja
Proizvodi tvornice dobili su brojne nagrade i međunarodna priznanja. Dobila je zlatnu medalju 1857. i 1872. u Napulju, brončanu 1871. u Vicenzi, srebrnu 1871. u Trstu, zlatnu 1873. u Londonu, 1873. u Beču, a posebice je značajna prva medalja na svjetskoj izložbi u Americi, u Philadelphiji 1876. godine. Samu tvornicu carska je vlada nagradila naslovom Privilegirana i nagrađena tvornica A. Dalbello.

## Daljnja literatura
- Mladen Čulić Dalbello: Tvornica Dalbello 1849 : međunarodnopravni prvijenac hrvatske industrije, Split, 1994.

## Vanjske poveznice
- Pronašao: Željko - Žele Petrić: Zgrada Dalbello - tvornica likera Splitske razglednice
- Vlasnikov dopis, logotip i nagrade